# マリオ・ミタイ
マリオ・ミタイ（Mario Mitaj、2003年8月6日 - ）は、ギリシャ・アテネ出身のサッカー選手。アル・イテハド所属。ポジションはDF。アルバニア代表。

## クラブ経歴
2017年にAEKアテネFCの下部組織へ入団し、2020年8月12日にクラブと自身初のプロ契約を結んだ。同年10月18日、PAOKテッサロニキとのリーグ戦にて17歳と2ヶ月13日でのトップチームデビューを果たした。
2022年8月27日、FCロコモティフ・モスクワへ移籍し、5年契約を結んだ。
2024年9月3日、アル・イテハドに期限付き移籍。2025年1月31日に買取オプションが行使され、完全移籍となった。

## 代表経歴
2021年3月31日、2022 FIFAワールドカップ・予選のサンマリノ代表戦でアルバニア代表デビューを飾った。
UEFA EURO 2024に選出